# Jalovcová
Jalovcová este o arie protejată (arie specială de conservare — SAC, sit de importanță comunitară — SCI) din Republica Cehă întinsă pe o suprafață de 30,54 ha, integral pe uscat.

## Localizare
Centrul sitului Jalovcová este situat la coordonatele 49°06′08″N 18°05′30″E / 49.102222°N 18.091667°E.

## Înființare
Situl Jalovcová a fost declarat sit de importanță comunitară în mai 2016 pentru a proteja un număr necunoscut de specii din flora spontană și fauna sălbatică aflate în arealul zonei. Situl a fost protejat și ca arie specială de conservare în septembrie 2018.

## Biodiversitate
Situată în ecoregiunea continentală, aria protejată conține 1 habitat natural: Formațiuni de Juniperus communis pe lande sau pajiști calcaroase.
La baza desemnării sitului se află un număr nedeclarat de specii protejate.